# Expedito Sobral de Medeiros
Monsenhor Expedito Sobral de Medeiros (Santana do Matos, 13 de dezembro de 1916 — Natal, 16 de janeiro de 2000) foi um sacerdote católico da Arquidiocese de Natal. Devido ao seu trabalho social foi chamado pelo povo de "Monsenhor das Águas" ou "Profeta das Águas".
O alvo de sua luta ia além das fronteiras do Estado, propugnava pela utilização do excedente hídrico do Rio São Francisco.

## Dados pessoais
Expedito foi pároco por 56 anos em São Paulo do Potengi, no interior do Rio Grande do Norte, após passar pelas paróquias de Jardim do Seridó, São Rafael e Touros. Aliás, foi o primeiro pároco daquela paróquia, que só deixou quando faleceu, por insuficiência respiratória decorrente de um câncer.
Instado pelo Arcebispo para assumir a Catedral de Natal - Igreja Matriz de Nossa Senhora da Apresentação (Rio Grande do Norte), razões de saúde contribuíram para que lhe fosse atendido o pedido de permanecer onde estava. Porém, assumiu o cargo de Vigário Episcopal para o Clero, residindo em São Paulo do Potengi.
Ele fazia parte dos que iniciaram a Sindicalização Rural em nível nacional, a Campanha da Fraternidade, pequenas comunidades surgidas e assentadas em torno de receptores cativos da Emissora de Educação Rural, as Escolas Radiofônicas, as Maternidades, as Escolas de nível médio, a Ação Católica Rural, a Formação de Líderes, o Plano de Pastoral, a elevação do padrão cultural do Clero para melhor servir aos irmãos.

## Luta pela água
Sua luta pelo acesso democrático aos recursos hídricos começou na década de 50, mais precisamente após um episódio ocorrido em 1953, quando, acompanhado de outros padres, ele ouviu de um trabalhador a frase "monsenhor, tira nós dessa escravidão", durante uma visita a uma comunidade rural. A partir de então, passou a se empenhar pela elaboração de projetos definitivos para o problema das águas.
Mas os frutos só foram colhidos quatro décadas depois, com a implementação do programa estadual de adutoras, durante o governo do amigo de infância, Garibaldi Alves Filho. Conseguiu que este assinasse em 1° de julho de 1996 a lei que criou o Programa de Recursos Hídricos. Projeto de solução simples, definitiva, e pioneira, exportado para a Paraíba, Pernambuco, Ceará, Sergipe e Alagoas, que propunha a transposição das águas de rios e represas para a distribuição à população das áreas carentes. Foi sua última grande obra no campo social, obtida utilizando a força moral da Igreja. Uma das três adutoras recebeu seu nome, e leva água potável a 23 cidades ou povoados.

## Homenagens
Atualmente, no Município de São Paulo do Potengi, existe uma praça que leva o seu nome, localizada no centro da cidade desde o ano de 2008. Diversas entidades, dentre elas o Sindicato do Comércio Varejista e a Loja Maçônica Acácia do Potengi, solicitaram que a antiga "Praça da Matriz" passasse a ser chamada Praça Monsenhor Expedito, pedido atendido pela Câmara Municipal, que aprovou a mudança de nome do logradouro.
A praça foi revitalizada e ganhou uma estátua em tamanho natural do padre, inaugurada em 16 de janeiro de 2008, oito anos após seu falecimento, durante missa celebrada pelo Arcebispo de Natal, Dom Matias Patrício de Macêdo, com a presença de diversos padres e milhares de pessoas. A estátua fica no mesmo local onde está fixado o monumento de inauguração da Adutora Monsenhor Expedito, inaugurada em São Paulo do Potengi no dia 13 de maio de 1999.
Além da Praça, diversas outras organizações e edifícios possuem o nome do antigo vigário: Associação Amigos de Monsenhor Expedito, Grupo de Idosos Monsenhor Expedito, Escola Monsenhor Expedito, Grupo Escoteiro Monsenhor Expedito e, mais recentemente, um novo bairro levou o nome do padre.
Numa das citações do livro "O Diário da Presidência", o ex-presidente do Brasil, Fernando Henrique Cardoso, se refere à vez em que foi ao Rio Grande do Norte tratar da questão da água, onde ouviu uma exposição que lhe "impressionou muito", do saudoso pároco de São Paulo Potengi, Monsenhor Expedito Medeiros.